# チャールズ・デ・リント
チャールズ・デ・リント（Charles de Lint、1951年12月22日 - ）は、オランダ生まれのカナダのファンタジー作家、ケルト音楽奏者。オランダのブッスムで生まれたが、生後まもなくカナダに移住し、現在はオタワ在住。
別ペンネームに、サミュエル・M・キー(Samuel M Key)がある。

## 著作リスト
- 「リトル・カントリー」The Little Country (1991) - コーンウォール・マウゼルを舞台としている。
- 「ジャッキー、巨人を退治する!」Jack the Giant-Killer (1987)
- 「月のしずくと、ジャッキーと」Drink Down the Moon (1990)
- 「ダンジョン・ワールド 3 雷鳴の谷」 Philip José Farmer's The Dungeon Book 3: The Valley of Thunder (1989) ：フィリップ・ホセ・ファーマーと共著